# Dominican Sisters of Grand Rapids
Die Dominican Congregation of Our Lady of the Sacred Heart oder Dominican Sisters of Grand Rapids (dt.: Dominikanische Gemeinschaft Unserer Lieben Frau vom Heiligsten Herzen) ist ein Ordensinstitut von Ordensschwestern des Dritten Ordens der Dominikaner. Die Kongregation wurde 1877 gegründet, das Mutterhaus befindet sich in Grand Rapids, Michigan, Vereinigte Staaten.  Die Kongregation wurde gegründet, um den Kindern der katholischen Bevölkerung Michigans und anderer Regionen des Mittleren Westens der USA Bildung zu ermöglichen. Im Jahr 2017 zählte die Kongregation 209 Schwestern.

## Geschichte
Die Nonnen des dominikanischen zweiten Ordens waren von Dominikus 1206 als geschlossener Orden gegründet worden. Am Anfang des 19. Jahrhunderts wurden die deutschen Klöster des Ordens, welche die protestantische Reformation überlebt hatten, von Fürstbischof Karl Theodor von Dalberg dazu verpflichtet, kostenlose öffentliche Bildung anzubieten. Mit dieser Erfahrung gingen im Jahr 1853 vier Chornonnen, begleitet von zwei Laienschwestern, freiwillig aus dem Kloster des Heiligen Kreuzes (gegr. 1233) im bayerischen Regensburg nach Amerika, um sich um die Bedürfnisse der deutschen Einwanderer zu kümmern, die damals in das Land strömten. Sie ließen sich in Brooklyn, New York, nieder und nahmen Mädchen als Schülerinnen auf, die sie in ihrem Kloster unterrichteten. Die Arbeit florierte und es entstanden kleine Klostergemeinschaften in der Region, wo sie in den Gemeinden der Diözese Brooklyn und der Erzdiözese New York unterrichteten.
1877 folgten die Nonnen einer Einladung von Caspar Henry Borgess, dem Bischof von Detroit, Kindern seiner Diözese eine Ausbildung zu ermöglichen. Sechs Nonnen der Gemeinschaft gingen nach Michigan, wo sie sich im Oktober desselben Jahres in Traverse City niederließen. Der Erfolg der Gemeinschaft in New York wiederholte sich in Michigan, und schnell entstanden im ganzen Staat kleine Gruppen von Nonnen, die Kinder in winzigen Klöstern unterrichteten, wobei ihre Wohnräume oft auch als Klassenzimmer dienten. Bis 1885 war die Zahl der Dominikanerinnen in Michigan so stark angewachsen, dass sie in der Ordensprovinz St. Joseph organisiert wurden, wobei der Holy Angels Convent in Traverse City als Mutterhaus der Provinz diente. Diese Gemeinschaft diente auch der indianischen Bevölkerung der Region.
Die Nonnen erlangten 1894 ihre Unabhängigkeit von New York und gründeten die „Kongregation Unserer Lieben Frau vom Heiligsten Herzen“. Das Generalmutterhaus der neuen Kongregation befand sich in Grand Rapids. Zwei Jahre später wurden die Nonnen vom Heiligen Stuhl als Kongregation der Ordensschwestern des Dritten Ordens des Heiligen Dominikus reorganisiert und waren nicht länger an eine Klausur gebunden.

## Schulen
1881 übernahmen vier Nonnen unter der Leitung von Mutter Aquinata Fiegler OSD eine Schule für 150 Kinder in der St. Boniface Church in Bay City. Bald darauf eröffneten sie eine weitere Schule in der St. Joseph Church, der ersten katholischen Kirche im Saginaw Valley aus dem Jahr 1852. Außerdem eröffneten sie die Holy Rosary Academy, ein Internat für Mädchen in Essexville.
Um den vom dritten Plenarkonzil von Baltimore festgelegten Normen für Lehrer an katholischen Schulen zu entsprechen, gründeten die Nonnen 1886 in Grand Rapids eine Normalschule, um den Bedarf ihrer Ordenskandidaten zu decken (aus der später das Aquinas College hervorging). Henry Richter, Bischof der neu errichteten Diözese Grand Rapids, übertrug den Nonnen 1888 die Verwaltung des St. John’s Home, das er für Waisenkinder gründete. Sie gründeten auch eine Gemeinschaft, um an der St. Mary School in Lake Leelanau, Michigan, zu unterrichten. Bald folgten etwa dreißig weitere Standorte in der Region der Tri-Cities auf der Halbinsel Michigan.
Die Schwestern eröffneten die Sacred Heart Academy in Grand Rapids, für die 1921 ein neues Gebäude errichtet wurde. Der Name wurde 1925 in Marywood Academy geändert. Die Schule wurde um 1975 geschlossen und der Campus wurde zum Dominican Center at Marywood umgebaut. Das Zentrum dient der Kongregation als Mutterhaus und als Altersheim. Es beherbergt auch ein Exerzitienhaus (Retreat).

## Aktueller Status
Im 20. Jahrhundert dehnte sich der Dienst der Dominikanerinnen von Grand Rapids auf Kalifornien, New Mexico und Texas aus; Auslandsmissionen wurden in Kanada, Honduras und Peru.
In den 1980er Jahren wurden die Schwestern Zeugen der Auswirkungen von Drogen auf ihre Schüler. Einige von ihnen begannen, die tieferen Ursachen der Gewalt in ihren umliegenden Gemeinden zu analysieren. 1990 führte die Kongregation eine Richtlinie ein, die es einzelnen Schwestern erlaubte, gewaltlosen zivilen Widerstand zu üben, sofern sie als Privatpersonen und ohne finanzielle Unterstützung der Kongregation handelten. Einige von ihnen schlugen diesen Weg ein, um auf die Rolle von Atomwaffen aufmerksam zu machen. Unter ihnen starteten die Schwestern Carol Gilbert, Jackie Hudson und Ardeth Platte eine Reihe von Protestaktionen vor Militärstützpunkten, in denen Atomwaffen gelagert wurden, manchmal wiederholt. Einige von ihnen gingen dafür lange ins Gefängnis.
Die Schwestern bieten nun auch Laien die Möglichkeit, sich an ihrer Arbeit zu beteiligen, entweder als assoziierte Mitglieder oder als Freiwillige.